# Пикрит (материал)
Пикрит (известен и като пиколит) е композитен материал, направен от приблизително 14% дървени стърготини и 86% замръзнала вода, изобретен от Макс Перуц и предложен по време на Втората световна война от Джефри Пайк на Кралския морски флот на Великобритания като материал за направата на огромен и непотопяем самолетоносач, известен като проекта Хабакук.